# Ophtalmoplon impunctatum
Ophtalmoplon impunctatum är en skalbaggsart som beskrevs av Martins 1965. Ophtalmoplon impunctatum ingår i släktet Ophtalmoplon och familjen långhorningar. Inga underarter finns listade i Catalogue of Life.